# السلالة الحشمونية

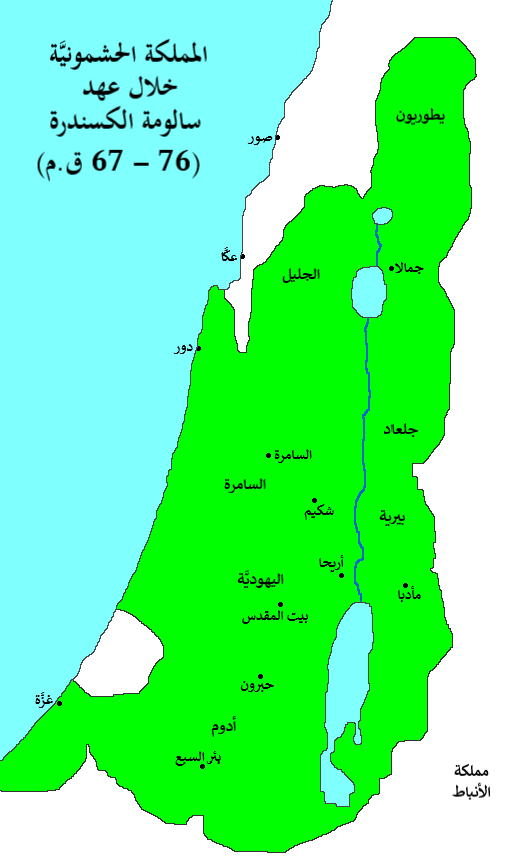
خارطة مملكة الحشمونيين في اوج اتساعها

السلالة الحشمونية كانت السلالة الحاكمة في يهودا والمناطق المحيطة بها بين عامي 140-37 قبل الميلاد خلال العصور القديمة الكلاسيكية.
حكمت السلالة الحشمونية يهودا بشكل شبه مستقل عن الإمبراطورية السلوقية بين عامي 140 - 116 قبل الميلاد، ومنذ عام 110 قبل الميلاد تقريبًا مع تفكك الإمبراطورية السلوقية، اكتسبت منطقة يهودا مزيدًا من الحكم الذاتي وتوسعت في المناطق المجاورة مثل السامرة والجليل وإيتوريا وبيريا وإيدوميا، يشير بعض الباحثين المعاصرين إلى هذه الفترة باعتبارها بداية مملكة إسرائيل المستقلة. كان الحاكم من السلالة الحشمونية يلقب بـ «بازيليوس» وهو لقب يوناني الأصل ويعني الملك أو الإمبراطور.
في نهاية المطاف تعرضت مملكة إسرائيل المستقلة لغزو من قبل الجمهورية الرومانية في عام 37 قبل الميلاد، وقام هيرودس الكبير بتهجير السلالة الحشمونية الحاكمة واستبدالها بأخرى.
تأسست السلالة الحشمونية بقيادة سمعان المكابي بعد عقدين من قيام شقيقه يهوذا المكابي بهزيمة جيش الإمبراطورية السلوقية خلال ثورة المكابيين. ووفقًا لسفر المكابيين الأول وسفر المكابيين الثاني وكتاب (الحرب اليهودية) للمؤرخ اليهودي يوسيفوس فلافيوس (37 - 100 للميلاد)، فقد تحرك أنطيوخوس الرابع لمحاولة بسط نفوذه على ساتراب (حكام مقاطعات) الإمبراطورية السلوقية في سوريا الجوفاء وفينيقيا بعد غزوه الناجح لمصر البطلمية، ولكن هذا الغزو فشل بعد تدخل الجمهورية الرومانية، نهب أنطيوخوس الرابع القدس وهيكلها الثاني، وقمع الاحتفالات الدينية والثقافية اليهودية والسامرية وفرض التعاليم الهلنستية.
وبسبب الانهيار التدريجي للإمبراطورية السلوقية التي كانت تتعرض لهجمات من القوى الصاعدة للجمهورية الرومانية والإمبراطورية الفرثية، حصلت منطقة يهودا مرة أخرى على القليل من الحكم الذاتي، ومع ذلك تعرضت مملكة إسرائيل في عام 63 قبل الميلاد لغزو من قبل الجمهورية الرومانية، التي قسمتها وإقامتها كدولة عميلة رومانية.
أصبح هيركانوس الثاني وأرسطوبولس الثاني (أحفاد سمعان المكابي) بيادق في حرب بالوكالة بين يوليوس قيصر وبومبيوس الكبير. أدت وفاة بومبيوس (48 قبل الميلاد) ويوليوس قيصر (44 قبل الميلاد) فضلا عن الحروب الأهلية الرومانية إلى تخفيف قبضة روما مؤقتًا على المملكة الحشمونية، مما سمح بظهور الحكم الذاتي للمملكة الحشمونية لفترة وجيزة بدعم من الإمبراطورية الفرثية، ولكن الرومان سحقوا هذا الاستقلال القصير بسرعة بقيادة مارك أنتوني وأغسطس.
صمدت السلالة الحشمونية لمدة 103 سنوات قبل أن تذعن للسلالة الهيرودية في عام 37 قبل الميلاد. أدى تنصيب هيرودس الأول (الإدومي) ملكًا على يهودا في عام 37 قبل الميلاد في جعلها ولاية عميلة رومانية وكانت علامة على نهاية سلالة الحشمونية. بعد ذلك حاول هيرودس تعزيز شرعية حكمه عن طريق الزواج من الأميرة الحشمونية مريمان الأولى، والتخطيط للإطاحة بآخر ذكر وريث من الحشمونيين في قصره في أريحا. في عام 6 ميلادي انضمت روما إلى يهودا، والسامرة وإدوميا إلى مقاطعة يهودا الرومانية. في عام 44 ميلادي أنشأت روما منصب الوكيل ليكون جنبًا إلى جنب مع ملوك الهيرودية (على وجه التحديد أغريباس الأول منذ عام 41 وحتى عام 44، وأغريباس الثاني منذ عام 50 وحتى عام 100).

## الخلفية
احتلت أراضي مملكة إسرائيل السابقة ومملكة يهوذا (نحو 722-586 قبل الميلاد) بدورها من قبل الآشوريين، والبابليين، والإمبراطورية الأخمينية، والإسكندر الأكبر إمبراطور مقدونيا الهلنستية (نحو عام 330 قبل الميلاد)، ومع ذلك استمرت الممارسة والثقافة الدينية اليهودية بل وازدهرت خلال فترات معينة. كانت المنطقة بأكملها موضع نزاع كبير بين الدول التي خلفت إمبراطورية الإسكندر، وهي الإمبراطورية السلوقية ومصر البطلمية، خلال الحروب السورية الستة من القرن الثالث إلى القرن الأول قبل الميلاد: «بعد قرنين من السلام تحت حكم الفرس، وجدت الدولة العبرية نفسها مرة أخرى عالقة وسط صراعات على السلطة بين إمبراطوريتين عظيمتين: الدولة السلوقية وعاصمتها في سوريا إلى الشمال، والدولة البطلمية وعاصمتها في مصر إلى الجنوب ... بين 319 و302 قبل الميلاد، تبدلت السيطرة على القدس سبع مرات».
انتزع السلوقيون بقيادة أنطيوخس الثالث السيطرة على إسرائيل من البطالمة للمرة الأخيرة، وهزموا بطليموس الخامس الذي كان لقبه أبيفانس في معركة بانيوم في 200 قبل الميلاد. ثم أدى الحكم السلوقي على الأجزاء اليهودية من المنطقة إلى ظهور الممارسات الثقافية والدينية الهلنستية: « بالإضافة إلى فوضى الحرب، نشأت في الأمة اليهودية أحزاب مؤيدة للسلوقية والبطالمة، وكان للانقسام تأثير كبير على اليهودية في ذلك الوقت. في أنطاكية، تعرّف اليهود أولًا على الهلنستية والجوانب الأكثر فسادًا من الثقافة اليونانية، وحكمت أنطاكية يهودا من ذلك الوقت فصاعدًا».